# Lena Häckiová-Großová
Lena Häckiová-Großová, za svobodna Häckiová (* 1. července 1995 Engelberg) je švýcarská biatlonistka a dvojnásobná stříbrná medailistka z juniorského šampionátu v Cheile Grădiştei z roku 2016.
Ve světovém poháru zvítězila ve dvou individuálních závodech, když poprvé ovládla zkrácený vytrvalostní závod v Anterselvě v lednu 2024. V kolektivních soutěžích vybojovala čtyřikrát druhé místo.

## Osobní život
V létě 2022 se provdala za německého biatlonistu Marca Große, syn bývalého čtyřnásobného olympijského vítěze Ricco Große, a přijala jeho příjmení.
V dubnu 2022 přiznala, že trpí poruchou příjmu potravy. Poprvé se u ní projevila již během juniorských let, kdy jí trenéři navrhovali, aby zhubla za účelem zvýšení výkonnosti. Uvedla, že od roku 2021 navštětovala s problémem odborníky.

## Výsledky

### Olympijské hry a mistrovství světa
Häckiová se dosud účastnila pěti mistrovství světa v biatlonu s jedněch olympijských her v roce 2018. Na nich vybojovala nejlepší umístění v závodech jednotlivců: osmé místo ze stíhacího závodu. Ve štafetovém závodě zde obsadila šestou pozici.
| Sezóna  | D   | Místo                | SP  | SZ  | HZ  | IZ  | ŠT  | SŠT | SZD | Věk    |
| ------- | --- | -------------------- | --- | --- | --- | --- | --- | --- | --- | ------ |
| 2014/15 | MS  | Kontiolahti          | 28. | 36. | –   | 85. | 22. | –   | ×   | 19 let |
| 2015/16 | MS  | Oslo                 | 21. | 33. | –   | 67. | 16. | –   | ×   | 20 let |
| 2016/17 | MS  | Hochfilzen           | 35. | 48. | –   | 85. | 13. | 14. | ×   | 21 let |
| 2017/18 | ZOH | Pchjongčchang        | 26. | 8.  | 23. | 34. | 6.  | 13. | ×   | 22 let |
| 2018/19 | MS  | Östersund            | 53. | 14. | 30. | 11. | 13. | 11. | –   | 23 let |
| 2019/20 | MS  | Antholz-Anterselva   | 63. | –   | –   | 59. | 6.  | 10. | –   | 24 let |
| 2020/21 | MS  | Pokljuka             | 7.  | 12. | 15. | 12. | 12. | 10. | –   | 25 let |
| 2021/22 | ZOH | Peking               | 23. | 24. | 16. | 24. | DNF | 8.  | ×   | 26 let |
| 2022/23 | MS  | Oberhof              | 28. | 33. | 11. | 9.  | 8.  | 7.  | 12. | 27 let |
| 2023/24 | MS  | Nové Město na Moravě | 66. | –   | 24. | 17. | 9.  | 4.  | 5.  | 28 let |
| 2024/25 | MS  | Lenzerheide          | 4.  | 5.  | 21. | 16. | 14. | 6.  | –   | 29 let |

Poznámka: Výsledky z olympijských her se do hodnocení světového poháru nezapočítávají; výsledky z mistrovství světa se dříve započítávaly, od mistrovství světa v roce 2023 se nezapočítávají.

### Světový pohár

#### Sezóna 2023/2024
| ČSP              | Místo             | SP            | SZ  | HZ  | IZ  | ŠT  | SŠT | SZD |
| ---------------- | ----------------- | ------------- | --- | --- | --- | --- | --- | --- |
| 1.               | Östersund         | 15.           | 11. | ×   | 14. | 4.  | 7.  | –   |
| 2.               | Hochfilzen        | 4.            | 2.  | ×   | ×   | 7.  | ×   | ×   |
| 3.               | Lenzerheide       | 19.           | 11. | 17. | ×   | ×   | ×   | ×   |
| 4.               | Oberhof           | 16.           | 10. | ×   | ×   | 7.  | ×   | ×   |
| 5.               | Ruhpolding        | 17.           | 5.  | ×   | ×   | 4.  | ×   | ×   |
| 6.               | Anterselva        | ×             | ×   | 3.  | 1.  | ×   | 4.  | –   |
| 8.               | Oslo-Holmenkollen | ×             | ×   | 1.  | 36. | ×   | –   | 4.  |
| 9.               | Soldier Hollow    | 9.            | 5.  | ×   | ×   | 12. | ×   | ×   |
| 10.              | Canmore           | 3.            | 10. | 10. | ×   | ×   | ×   | ×   |
| Celkové umístění | Celkové umístění  | 7.            | 7.  | 3.  | 4.  | 6.  | 7.  | 7.  |
| Celkové umístění | Celkové umístění  | 853 bodů (6.) |     |     |     | 6.  | 7.  | 7.  |

### Juniorská mistrovství
Zúčastnila se tří mistrovství světa juniorů v biatlonu. Nejlepším výsledkem je pro ni zisk dvou stříbrných medailí ze sprintu a stíhacího závodu v rumunském Cheile Grădiştei z roku 2016.
| Sezóna  | D   | Místo            | SP  | SZ  | IZ  | ŠT  | Věk    |
| ------- | --- | ---------------- | --- | --- | --- | --- | ------ |
| 2013/14 | MSJ | Presque Isle     | –   | –   | –   | 7.  | 18 let |
| 2014/15 | MSJ | Minsk            | 28. | 36. | 85. | 7.  | 19 let |
| 2015/16 | MSJ | Cheile Grădiştei | 2.  | 2.  | 8.  | 13. | 20 let |

## Vítězství v závodech světového poháru, na mistrovství světa a olympijských hrách

### Individuální
| Č. | sezóna    | datum          | místo                | disciplína                  |
| -- | --------- | -------------- | -------------------- | --------------------------- |
| 1. | 2023/2024 | 19. ledna 2024 | Anterselva, Itálie   | zkrácený vytrvalostní závod |
| 2. | 2023/2024 | 2. března 2024 | Holmenkollen, Norsko | závod s hromadným startem   |